# Jessica Woodard
Jessica Woodard (* 4. Februar 1995 in Marlton, New Jersey) ist eine US-amerikanische Leichtathletin, die sich auf das Kugelstoßen spezialisiert hat.

## Sportliche Laufbahn
Jessica Woodard studierte an der University of Oklahoma und 2021 siegte sie beim USATF Throws Fest mit einer Weite von 18,85 m. Im Jahr darauf siegte sie mit 18,03 m beim La Classique d’Athlétisme de Montréal und anschließend gelangte sie bei den Weltmeisterschaften in Eugene mit 18,67 m im Finale auf den achten Platz. Daraufhin siegte sie mit 18,76 m beim Ed Murphey Classic und gewann dann bei den NACAC-Meisterschaften in Freeport mit 18,82 m die Silbermedaille hinter der Kanadierin Sarah Mitton.

## Persönliche Bestleistungen
- Kugelstoßen: 19,40 m, 26. Juni 2022 in Eugene
  - Kugelstoßen (Halle): 18,70 m, 226. Februar 2022 in Spokane
- Diskuswurf: 58,14 m, 31. März 2018 in Austin